# Système ouvert
Pour la notion informatique, voir Système ouvert (informatique).

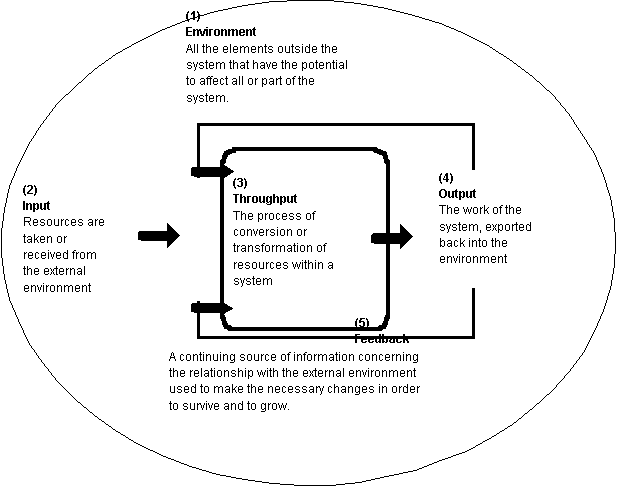
Open System Model (basics)

Un système ouvert est un système qui interagit en permanence avec son environnement. L'interaction peut se faire via des informations, de l'énergie ou des matières transférées vers ou depuis les frontières du système, en fonction de la discipline qui définit le concept. La notion de système ouvert s'oppose à celle de système isolé qui n'échange ni énergie, ni matière, ni information avec son environnement.
Le concept de système ouvert a été introduit dans le cadre de la thermodynamique. Son utilisation a ensuite été élargie avec le développement de la théorie de l'information puis de la théorie des systèmes. Aujourd'hui, le concept est appliqué dans les sciences naturelles et sociales.

## En sciences naturelles
Dans les sciences naturelles, un système ouvert à une frontière est perméable à la fois en énergie et en masse[réf. obsolète]. En physique un système fermé est en revanche perméable à l'énergie, mais pas à la matière.
Les systèmes ouverts ont un certain nombre de conséquences. Un système fermé contient des énergies limitées. La définition d'un système ouvert suppose qu'il y ait des ressources d'énergie qui ne peuvent pas être épuisées, en pratique, cette énergie est fournie par une source dans le milieu environnant, qui peut être considérée comme infinie en fonction de l'étude. Un type de système ouvert est ce qu'on appelle le système a énergie rayonnante, qui reçoit son énergie à partir de rayonnement solaire - une source d'énergie qui peut être considérée comme inépuisable à toutes fins pratiques.[réf. nécessaire]

## Dans les sciences sociales
Dans les sciences sociales, un système ouvert est un processus qui échange en matériaux, énergie, personnes, capitaux et informations avec son environnement.

## En informatique
En informatique un système ouvert peut être deux choses :
- Un système qui fournit un ensemble d'avantages en interopérabilité, portabilité, et standards ouvert de logiciel. Qui permet donc de réutiliser par d'autres personnes les richesses accumulées par le travail des développeurs.
- Un système configuré pour permettre des accès non restreints par des personnes et/ou des ordinateurs. Qui permet que chacun puisse s'approprier le système.

## En gestion (en cours d'écriture)
Un système organisationnel est forcément ouvert car il est forcément en interaction avec son environnement.
Par contre ce que l'on peut observer, c'est qu'il y a une infinité de degrés d'ouverture de tels systèmes.
Un système d'organisation classique interagit avec son environnement pour plusieurs raisons :
- Échanger des richesses, la plupart du temps des ressources naturelles, matérielles, ou immatérielles contre de l'argent.
- Embaucher des salariés
- Prouver qu'il respecte les règles du ou des système(s) englobant.
- Conseiller sur l'évolution des règles du ou des système(s) englobant.

Quand on ne fait pas partie d'un tel système il est très difficile de pouvoir y contribuer, ou de récupérer la richesse accumulée, qu'elle soit matérielle :
Ou bien immatérielle
- Connaissance accumulée des entités faisant partie de ce système sur la manière de gérer ce système.
- Découverte qu'aurait fait une ou plusieurs entités qui est transformé en brevet.

Donc quand on parle de système ouvert en gestion, on parle des systèmes qui vont faire en sorte que des entités extérieures au système puissent se l'approprier et contribuer à ce dernier. Les communs sont un bon exemple de système ouvert.